# نظرية ماركس في التاريخ
إن نظرية المادية التاريخية الماركسية ترى أن المجتمع البشري في كل زمان، تحدده الظروف المادية — وبعبارة أخرى، فإن علاقات الناس مع بعضها البعض من أجل تلبية احتياجاتهم واحتياجات أسرهم الأساسية مثل الغذاء والكساء والمسكن[وثِّق الاقتباس] عموما، ادعى ماركس وانجلز تشخيص ست مراحل متتالية من التطور في هذه الظروف المادية في أوروبا الغربية.[بحاجة لمصدر] على النقيض من العديد من أتباعه، لا يدعي ماركس امتلاكه لمفتاح فهم مجمل التاريخ، بل يعتبر عمله دراسة ملموسة للظروف الفعلية التي سادت في أوروبا. وعلى حد تعبيره المادية التاريخية ليست «نظرية تاريخانية-فلسفية للمسيرة العامة التي فرضها القدر على كل الناس مهما كانت الظروف التاريخية التي وجدت نفسها فيها.»

## الملكية الخاصة
إن مفهوم الملكية الخاصة الماركسي يوفر الأساس لنظرية ماركس. لم يعن مصطلح «الملكية الخاصة» في عصر ماركس،  لماركس نفسه، وفي بعض الأحيان للماركسيين في يومنا هذا ممتلكات الشخص البسيطة، ولكن امتلاك أملاك منتجة أو أملاك تنتج الربح للمالك، مثل ملكية الشركات، ملكية الأسهم، ملكية الأراضي، و—في حالة مجتمع الرق— ملكية العبيد (بما أن العبيد يعملون في الأراضي، المناجم وغيرها من وسائل إنتاج الوسائل المادية للوجود).

## مراحل التاريخ
رأى ماركس أن كل مرحلة أو عصر خلق طبقة جديدة أو اختراع جديد من شأنه أن يؤدي إلى سقوطه. ومع ذلك فإن سقوطه لن يكون حدثا سلبيا تلقائيا، لأنه بكل خطوة سوف تستفيد الإنسانية ككل. ومن ثم، فكل مرحلة  سترفع مستوى معيشة الجماهير، وفي الوقت نفسه ستحكم على سقوطها بسبب التناقضات الداخلية والصراعات الطبقية.
ولن يفلت من هذا المصير سوى العهدين الأخيرين. في المرحلة الاشتراكية سيتم الإطاحة بالطبقة القامعة الأخيرة ووضع المجتمع تحت ديكتاتورية البروليتاريا وبالتالي التقدم نحو الشيوعية.
لا تحظى المراحل الثلاث الأولى باهتمام خاص، لأنه في العصر الذي عاشه ماركس كان قد مضى ت عليهم فترة طويلة. ولذا، لا يستفيص ماركس بشرح مبادئ هذه المراحل كما يفعل للرأسمالية والمراحل التي تليها. ومع ذلك، فإن هذه العصور لها خصائص مشتركة.

### الشيوعية الأولية
المرحلة الأولى: عادة ما تسمى بالشيوعية الأولية. تحتوي على الخصائص التالية.
- الملكية المشتركة: لا يوجد مفهوم للملكية خارج الممتلكات الشخصية. تتشارك القبيلة بكل شيء لضمان بقائها.[بحاجة لمصدر]
- الصيد وجمع الثمار: المجتمعات القبلية لما تطور بعد الزراعة واسعة النطاق ولذا فحتى مجرد بقائهم هو كفاح يومي.[بحاجة لمصدر]
- الديمقراطية البدئية: لم يتطور مفهوم «القيادة» حتى الآن. لذا يقود القبائل أفضل محارب في حالة الحرب، أفضل دبلوماسي إذا كان لديهم تواصل ثابت مع القبائل الأخرى وهكذا دواليك.[بحاجة لمصدر]

من الراجح أن مرحلة الشيوعية البدائية بدأت بعيد فجر الإنسانية نفسها، في هذه المرحلة اكشفت النار، وأصبح العيش المشترك أكثر ملاءمة.[بحاجة لمصدر]
تنتهي هذه المرحلة مع تطور الملكية الخاصة، [بحاجة لمصدر]

### مجتمع الرق
المرحلة الثانية: يمكن تسميتها مجتمع الرق، وتعتبر بداية «المجتمع الطبقي» حيث تظهر الملكية الخاصة.
- الطبقة: هنا تظهر فكرة الطبقات. هناك دوما طبقة حاكمة مالكة للعبيد والعبيد أنفسهم.
- الدولانية: تتطور الدولة خلال هذه المرحلة كأداة يستخدمها ملاك العبيد للسيطرة على العبيد.
- الزراعة: يتعلم الناس كيفية زراعة النباتات وتربية الحيوانات على نطاق واسع بما فيه الكفاية لدعم عدد كبير من السكان.
- الديمقراطية والاستبداد: هذه الأضداد تتطور في نفس المرحلة. الديمقراطية التي تظهر أولا مع تطور المدينة-الدولة الجمهورية، تليها الإمبراطورية الشمولية.
- الملكية الخاصة: يملك المواطنين الآن أكثر من الممتلكات الشخصية. ملكية الأرض أمر مهم خصوصا خلال فترة تطور الزراعة.

«تملك» طبقة ملاك العبيد الأرض والعبيد، التي هي الوسائل الرئيسية لإنتاج الثروة، في حين أن الغالبية العظمى لا تملك سوى القليل جدا أو لا تملك شيئا. ومن ضمن عديمي الممتكات نجد طبقة العبيد، والعبيد الذين يعملون دون مقابل، وفي معظم الحالات النساء، اللاتي تم أيضا تجريدهم من الممتلكات خلال هذه الفترة. بحسب المنظور الماركسي، انهار مجتمع الرق عندما استنفد نفسه. إن الحاجة إلى الاستمرار بالغزو للحصول على المزيد من العبيد خلق مشاكل جمة، مثل الحفاظ على الإمبراطورية الشاسعة التي نتجت عن ذلك (مثل حالة الإمبراطورية الرومانية). في نهاية المطاف فإن الأرستقراطية المولودة في هذه المرحلة هي التي تهدمها وتجبر المجتمع على التقدم إلى المرحلة التالية.

### الإقطاع
المرحلة الثالثة: يمكن أن تسمى الإقطاع؛ تظهر بعد انهيار مجتمع الرق. أوضح مثال عليها كان خلال العصور الوسطى الأوروبية عندما انتقل المجتمع من الرق إلى الإقطاع.
- الأرستقراطية: يحكم الدولة ملوك ورثوا مناصبهم، أو أحيانا تولوا العرش من خلال الزواج أو بحد السيف.
- الثيوقراطية: هذه فترة حكم ديني إلى حد كبير. حينما يكون هناك دين واحد فقط في البلاد وتؤثر منظومته على جميع أجزاء من الحياة اليومية.
- وراثية الطبقات: تتشكل الطبقات أحيانا وطبقة الفرد تتحدد عند الولادة دون أي إمكانية للترقي. كان هذا هو الحال في الهند.
- الدولة القومية: تتشكل الأمم من بقايا الإمبراطوريات التي سقطت. أحياناتعيد الدولة بناء نفسها كإمبراطورية مرة أخرى. مثل انتقال إنجلترا من كونها محافظة إلى إمبراطورية.

خلال الإقطاع هناك العديد من الطبقات مثل الملوك، النبلاء، الأقنان، بعض من هم أكثر قليلا من العبيد. يرث معظم هؤلاء ألقابهم جيدة كانت أم سيئة. في نفس الوقت الذي على المجتمعات فيه إنشاء كل هذه الطبقات الجديدة، تتزايد التجارة مع غيرها من الدول القومية بسرعة. مما يحفز إنشاء طبقة التجار.
من أثرياء التجار، تنبثق الطبقة الرأسمالية داخل هذا المجتمع الإقطاعي. ومع ذلك، هناك صراعات مباشرة مع الطبقة الأرستقراطية. يرفض الملوك الإقطاعيون القدماء والنبلاء قبول التغييرات الاجتماعية الجديدة التي يريدها الرأسماليون خوفا من زعزعة الاستقرار أو تقليص قوت قاعدتهم بين مختلف الأسباب الأخرى التي ليست كلها مرتبطة بالسلطة أو المال.
هذه الطبقات الرأسمالية البدئية والرأسمالية يحفزها دافع الربح ولكن طبيعة المجتمع الإقطاعي تمنعهم من تحصيل المزيد من الأرباح حيث على سبيل المثال ارتباك الأقنان بالأرض يمنعهم من أن يصبحوا عمالا صناعيين أجراء. يقول ماركس: «وفي هذه اللحظة تحل حقبة من الثورة الاجتماعية» (الثورة الفرنسية عام 1789، الحرب الأهلية الإنجليزية والثورة المجيدة من عام 1688، إلخ.) لأن التنظيم الاجتماعي والسياسي للمجتمع الإقطاعي (أو علاقات الملكية الإقطاعية) يمنع تطور قوى إنتاج الرأسماليين.

### الرأسمالية
أولى ماركس اهتماما خاصا لهذه المرحلة من تطور البشرية، فقد كانت المرحلة التي عاش فيها. الجزء الأكبر من عمله خصص لبحث آليات عمل الرأسمالية، والتي نشأت في المجتمع الغربي عادة بأعقاب حركة ثورية دموية نقلته من المجتمع الإقطاعي.
يمكن اعتبار الرأسمالية المرحلة الرابعة في التسلسل. تظهر بعد ثورة البرجوازية حين يطيح الرأسماليون بالنظام الإقطاعي. تصنف الرأسمالية حسب ما يلي:
- اقتصاد السوق: في الرأسمالية يسترشد الاقتصاد بأكمله بقوى السوق. أنصار الاقتصاد الحر يقولون أنه ينبغي أن يكون تدخل الحكومة بالاقتصاد تحت الرأسمالية ضئيلا أو معدوما. لكن الماركسيين، مثل في كتاب لينين الإمبريالية، أعلى مراحل للرأسمالية، يجادلون بأن الحكومة الرأسمالية تعمل كأداة قوية لتعزيز الرأسمالية والدولة القومية الرأسمالية، ولا سيما في غزو الأسواق في الخارج، وكذلك في والقمع المباشر للحركات الرجعية أو الإقطاعية الجديدة والحركات الاشتراكية البدئية أو الاشتراكية.
- الملكية الخاصة: لم تعد وسائل الإنتاج في أيدي النظام الملكي و/أو النبلاء، بل سيطرت عليها الطبقات البرجوازية والبرجوازية الصغرى. تسيطر البرجوازية والبرجوازية الصغرى على وسائل الإنتاج من خلال المشاريع التجارية (مثل الشركات) التي تسعى لتحقيق أقصى قدر من الربح.
- الديمقراطية البرجوازية: تتقبل البرجوازية في نهاية المطاف (بعد سنوات من النضال والمعارضة) شكلا من أشكال الحكم الديمقراطي، المشتق من النظام الملكي الانتخابي نظام (مثل مجلس النواب) من خلال ممثلين منتخبين. كان للديمقراطية البرجوازية في بدايتها متطلبات حد أدنى من الثروة/المكانة الاجتماعية وفي بعض الأحيان كان هنالك وزن مختلف في التصويت، بناء على الثروة/مكانة الناخبين. تاريخيا فقد استبعدت أيضا (بواسطة القوة، الفصل، التشريع أو غيرها من الوسائل) أقسام من السكان مثل النساء، العبيد، العبيد السابقين، الأقليات العرقية واللغوية والدينية. في نهاية المطاف قبلت البرجوازية توسيع حق التصويت تدريجيا إلى جزء كبير من السكان، على الرغم من أن هذا لم يؤد بالضرورة إلى الاقتراع العام. في يومنا هذا، تصل حكومة منتخبة ديمقراطيا إلى الحكم فقط بعد دعم مالي من البرجوازية، وحتى لو لم تعمل مباشرة بالنيابة عنهم، فإنها مضطرة لذلك لبنيتها.
- الأجور: في الرأسمالية، تبيع  البروليتاريا عملها للبقاء، ويتدفع لها مقابل إنتاجيتها. تنشر البرجوازية والطبقات التي تدعمها الوهم بأن قوى السوق تؤدي إلى توازن يجعل الأجور المدفوعة للعمال متقاربة بدقة لقيمة الخدمات التي يقدمونها. في الواقع يتقاضي العمال  أقل من قيمة إنتاجهم— يشكل الفرق ربح صاحب العمل (فائض القيمة)، تتلاعب النخب بالمتوسط (راجع الجيش الاحتياطي الصناعي). في هذا المعنى يكون العمل المأجور استغلالا وبينما يعمل العامل في خط الإنتاج العامل فإنه يغترب من نتاج عمله. ما دام دافع الربح هو ما يحرك الاقتصاد، فمن المستحيل أن يتقاضي جميع العمال كامل قيمة عملهم، باستثناء «أرستقراطية عمالية» صغيرة، المكونة من عمال متخصصين يدفع لهم من فائض قيمة إنتاج العمال الآخرين، مقابل معرفتهم وولائهم.
- الإمبريالية: تسعى الدول الرأسمالية بنشاط إلى غزو والسيطرة المباشرة أو حتى غير المباشرة على أو مناطق أو دول أخرى، بتشجيع من البرجوازية ومساعدتها، من أجل الوصول إلى المواد الخام الهامة، ولكن الأهم من ذلك توفير أسواق أسيرة لمنتجاتها المنجزة. ويتم ذلك مباشرة من خلال الحرب، أو التهديد بالحرب، أو بانتخاب سياسيون موالون لتلك الأمة أو تصدير رأس المال وفي نهاية المطاف السيطرة على اقتصاد الدولة الضحية. إن سيطرة الدولة الإمبريالية على هذه المناطق أو الدول يمكن أن تلعب دورا أساسيا في تنمية اقتصاد الدولة الإمبريالية ورأسماليتها، إلى الحد الذي تملك فيه الدولة الأموال التي يمكن توجيهها للحرب وغيرها من التدخلات الأجنبية.
- الاتجاهات الاحتكارية: تخلق قوى السوق احتكارات من أكثر الكيانات التجارية نجاحا أو خداعا، حيث أن السوق يكافئ أولئك الذين يحطمون خصومه من خلال حرب رأس المال، ويؤدي إلى انخفاض أرباح المنافسين، على الرغم من أنه من الممكن أن يقوم الخصوم الذين لا يستطيعون هزيمة بعضهم البعض أو لا يريدون ذلك، بالسعي لعقد اتفاقيات تحد من المنافسة وبذلك يزيدون الأرباح.

في الرأسمالية، يحكم دافع الربح، والناس التي تحررت من القنانة لهذا الغرض، تعمل لصالح الرأسماليين مقابل أجر. للطبقة الرأسمالية منتهى الحرية لنشر ممارسات مذهب عدم التدخل في الاقتصاد في جميع أنحاء العالم. في البرلمان الذي تسيطر عليه، تشرع القوانين لحماية الثروة.
ولكن وفقا لماركس، فإن الرأسمالية، مثل مجتمع الرق والإقطاع، لديها أيضا أوجه قصور خطيرة - التناقضات الداخلية التي ستؤدي إلى سقوطها. ويؤدي تراكم رأس المال على مر الزمن إلى زيادة عدم المساواة. بالإضافة إلى ذلك، بما أن رأس المال يتطلب عائدا، فإنه يؤدي أيضا إلى زيادة العاوائد القادمة من أولئك الذين لا يملكون رأس المال --- الطبقة العاملة. مع مرور الوقت عدد ساعات العمل التي تعمل الطبقة العاملة «لنفسها» تنخفض من أجل توفير عوائد لكومة متزايدة من رأس المال تسيطر عليه الطبقة الرأسمالية. وفي أعقاب نظرية ماركس لقيمة العمل، يمكن أن ينظر إلى كيفية زيادة إنتاجية العمال في السنوات الثلاثين الماضية في الولايات المتحدة مصحوبة بنمو ركود في الأجور. في عام 2016 كان متوسط إنتاجية العمال في الولايات المتحدة 70.00 دولار في الساعة بينما كان متوسط الحد الأدنى للأجور حوالي 10.00 دولار في الساعة يعني أن رأس المال يمتص 6/7 من القيمة التي ينتجها متوسط الحد الأدنى للأجور العامل. هذا يخلق عدم استقرار اجتماعي.
الطبقة العاملة التي أنجبتها الطبقة الرأسمالية من أجل إنتاج السلع والأرباح هي «حفار قبور» الرأسمالية. لا يتقاضى العامل القيمة الكاملة لما ينتجه. الباقي هو فائض القيمة - ربح الرأسمالي الذي يدعوه ماركس «العمل غير المأجور للطبقة العاملة». يضطر الرأسماليين بسبب التقدم التكنولوجي وجزئيا من خلال التنافس إلى خفض أجور الطبقة العاملة لزيادة أرباحهم، وهذا يخلق صراعا أكثر مباشرة بين هذه الطبقات، ويؤدي إلى تطوير الوعي الطبقي في الطبقة العاملة. فالطبقة العاملة، من خلال النقابات العمالية وغيرها من الصراعات، تصبح واعية لذاتها بأنها طبقة مستغلة.
ويرى ماركس أن نضالات الطبقة العاملة ضد هجمات الطبقة الرأسمالية تقود الطبقة العاملة إلى بسط سيطرتها الجماعية على الإنتاج - وذلك هو أساس المجتمع الاشتراكي. يعتقد ماركس أن الرأسمالية تؤدي دائما إلى الاحتكارات وتقود الناس إلى الفقر؛ ولكن كلما قل عدد القيود المفروضة على السوق الحرة (مثلا من الدولة والنقابات) سرعان ما ستجد نفسها في أزمة.

### الاشتراكية
بعد أن تكتسب الطبقة العاملة الوعي الطبقي وتقوم بثورة ضد الرأسماليين، سوف تتحقق الاشتراكية، التي تعتبر المرحلة الخامسة،  إذا نجح العمال.
قسم لينين الشيوعية، لفترة التي تتلو الإطاحة الرأسمالية إلى مرحلتين: الأولى الاشتراكية، ثم بعد اضمحلال آخر بقايا الطرق الرأسمالية القديمة تأتي مرحلة الشيوعية عديمة الدولة أو الشيوعية الصرفة. اعتمد لينين في كتابه عام 1917  الدولة والثورة على دراسة شاملة لكتابات ماركس وإنجلز. ماركس يستخدم مصطلح شيوعية «الطور الأول» وشيوعية «الطور الأعلى»، ولكن لينين يشير إلى ملاحظات كتبها إنجلز لاحقا يقترح فيها أن ما يدعونه في المعتاد بالاشتراكية، قد سماه ماركس بالطور «الأول» أو الأسفل من المجتمع الشيوعي.
يمكن تصنيف الاشتراكية حسب ما يلي:
- الملكية المشتركة: يتم أخذ وسائل الإنتاج من أيدي عدد قليل من الرأسماليين ووضعها في أيدي العمال. يترجم ذلك إلى الكوميونات الديمقراطية التي تتحكم في وسائل الإنتاج.
- مجلس الديمقراطية: ماركس، مستندا على دراسة شاملة لكومونة باريس، يعتقد أن العمال سيحكمون أنفسهم من خلال نظام الكوميونات. ودعا هذا دكتاتورية البروليتاريا، التي، بعد الإطاحة بدكتاتورية (الحكم) البرجوازية، ستخطط إنتاج وإدارة موارد الكوكب بشكل ديمقراطي.
- العمل قسائم: أوضح ماركس أنه بما أن الاشتراكية تنبثق عن الرأسمالية، فإنها ستتم «ختمها بعلاماتها». من الناحية الاقتصادية، يترجم ذلك إلى منح الفرد العامل وفقا لكمية العمل التي يساهم بها في المجتمع. سيمنح كل عامل مبلغا من الائتمانات الموحدة تؤكد مساهمته ويمكنه عندها أن يبادلها مقابل سلع ينتجها عمال آخرون.

يوضح ماركس أن المجتمع الاشتراكي، بعد أن نشأ من حركة ذات وعي طبقي للأغلبية الساحقة، مما يجعله مجتمع تحكم فيه الأغلبية الساحقة حياتها الخاصة
| « | والحركة البروليتارية، هي الحركة القائمة بذاتها، للأغلبية الساحقة، في سبيل الأغلبية الساحقة. والبروليتاريا، الفئة الدنيا في المجتمع الراهن، لا يمكنها أن تنهض وتنتصب، بدون أن تنسف البنية الفوقية كلها للفئات التي تؤلّف المجتمع الرسمي. | » |

الآن القوى المنتجة تكون حرة حقا في تطوير، ولكن بتخطيط ديمقراطي، دون الهدر الواسع للمجتمع الرأسمالي الفوضوي، حروبه وتدميره للكوكب. ومن المهام الرئيسية للعمال في المجتمع الاشتراكي، بعد وضع وسائل الإنتاج تحت ملكية جماعية، هو تدمير «آلية الدولة القديمة». وبالتالي، فإن الديمقراطية البرجوازية البرلمانية لن تبق قائمة، وستلغى الأموال المالية والقروض. في رأي ماركس، بدلا من ديكتاتورية رأس المال، حيث يتم انتخاب الحكام مرة واحدة فقط كل بضع سنوات في أحسن الأحوال، ستحكم الدولة من خلال ديكتاتورية البروليتاريا تحل فيها كوميونة العمال المنتخبة ديمقراطيا محل البرلمان:
{{اقتباس مركزي|لقد تشكلت الكومونة من أعضاء المجالس البلدية الذين اختيروا بالاقتراع الشامل في مختلف دوائر باريس. كانوا مسؤولين وكان يمكن إلغاء التفويض الممنوح لهم في أي وقت كان. و كانت أكثريتهم، بطبيعة الحال، من العمال أو من ممثلي الطبقة العاملة المعترف بهم [...] والشرطة التي كانت قبل ذلك الحين أداة في أيدي الحكومة المركزية جردت في الحال من جميع وظائفها السياسية و حولت إلى هيئة للكومونة مسؤولة يمكن تبديلها في أي وقت كان. وعلى هذا النحو كان موظفو سائر فروع الإدارة بأسرها. ومن فوق إلى أسفل، ابتداء من أعضاء الكومونة، كان يتعين أداء الخدمة العامة لقاء أجرة تساوي أجرة العامل. و قد اختفت جميع الامتيازات و العلاوات التي كان يتقاضاها كبار موظفي الدولة مع اختفاء هؤلاء الموظفين... وبعد أن أزالت الكومونة الجيش الدائم و الشرطة، وهما أداتا الحكم المادي في يد الحكومة القديمة، أحذت في الحال تكسر أداة الاستعباد الروحي، «قوة الكهنة» [...] وفقد الموظفون القضائيون استقلالهم الصوري [...] وكان من المترتب عليهم، [...] أن ينتخبوا في المستقبل بصورة مكشوفة وأن يكونوا مسؤولين و عرضة للخلع.
فالكومونة، من وجهة نظر ماركس وإنجلز، على غرار كومونة باريس، لها طابع سياسي مختلف تماما عن البرلمان. يفسر ماركس أنه يحمل السلطة التنفيذية التشريعية ولا يخضع إلا للعمال أنفسهم:
| « | وكان يراد بالكومونة أن تكون لا هيئة برلمانية، بل هيئة عاملة تتمتع بالسلطتين التشريعية و التنفيذية في الوقت عينه [...] وبدلا من البت مرة كل ثلاث سنوات أو ست أي عضو من الطبقة الحاكمة يجب أن يمثل و يقمع الشعب في البرلمان، كان يجب على حق الانتخاب العام، بدلا من ذلك، أن يخدم الشعب، المنظم في الكومونات، قصد البحث لمؤسسته عن عمال و مراقبين و محاسبين، كما يخدم حق الانتخاب الفردي لهذا الغرض أيا كان من أرباب العمال. | » |

شرح ماركس أنه منذ الاشتراكية، الطور الأول للشيوعية، سيكون «في كل جانب، اقتصاديا ومعنويا وفكريا ، لا تزال مختومة مع وحمات المجتمع القديم الذي ولدت من رحمه»، كل عامل من شأنه بطبيعة الحال ترقب أن يمنح وفقا لكمية العمل التي يساهم بها، على الرغم من اختلاف قدرة كل عامل وظروفه الأسرية، لذا فالنتائج سوف لا تكون متكافئة في هذه المرحلة، على الرغم  من حيازها على الدعم التام من الشرط الاجتماعي.
يتم إلغاء النقد الإلزامي والائتمان الذي تحدد قيمهما قوى السوق الفوضوية. بدلا من ذلك، في كتابه نقد برنامج غوتا، تكهن ماركس بشكل تخطيطي أنه من «الناتج الاجتماعي الإجمالي» سيكون هناك اقتطاعات لمتطلبات الإنتاج و «لتلبية الاحتياجات المشتركة مثل المدارس والخدمات الصحية وغيرها» «ينمو بالتناسب مع تطور المجتمع الجديد»، وبطبيعة الحال، الاقتطاعات «لأولئك الذين لا يستطيعون العمل، وما إلى ذلك». بعد هذه الاقتطاعات يمكن للعمال تقسيم الثروة الناتجة عن عملهم، ويمكن لكل شخص أن يعطى ببساطة «سندا من المجتمع»، التي يمكن بعد ذلك تبادلها بالمنتجات. يقدم هذا الطرح وسيلة للتبادل («المبدأ نفسه» أي المال) في المجتمع الاشتراكي ولكن مع إزالة عنصر المضاربة.
وبهذه الطريقة يدفع كل عامل وفقا لمقدار العمل الذي يساهم فيه للمجتمع، وبعبارة أخرى وفقا للصعوبة، المدة الزمنية وكثافة العمل المتفق عليها. جميع السلع (مثل، السكن على سبيل المثال) يتم تسعيرها بدرجة أكبر وفقا لكمية العمل المطلوبة لإنتاجها، والتي يمكن للعامل الفردي شراءها مع سند العمل.
| « | وما قدمه للمجتمع، إنما هو نصيبه الفردي من العمل. مثلا، إن يوم العمل الاجتماعي يمثل مجمل ساعات العمل الفردية ؛ ووقت العمل الفردي الذي بذله كل منتج هو النصيب الذي قدمه من يوم العمل الاجتماعي، هو القسط الذي أسهم به في هذا العمل. وهو يتلقى من المجتمع سنداً يثبت إنه قدّم قدراً معيناً من العمل (بعد اقتطاعات العمل المبذول من اجل الصناديق الاجتماعية) وبهذا السند، يأخذ من المخزون الاجتماعي كمية من أشياء الاستهلاك تناسب قدر عمله. وهكذا فإن نفس النصيب من العمل الذي قدمه للمجتمع بشكل معين، إنما يتلقاه من المجتمع بشكل آخر. ومن الواضح إننا نواجه هنا نفس المبدأ الذي ينظم تبادل البضائع طالما إنه تبادل قيم متساوية. إن المحتوى والشكل يتغيران لأنه، نظراً لتغير الأحوال، لا يستطيع أحد إن يقدّم شيئاً غير عمله، هذا من جهة، ولأنه، من جهة أخرى، لا يمكن لغير أشياء الاستهلاك الفردي إن يدخل في ملكية الفرد. أما فيما يتعلق بتوزيع هذه الأشياء بين المنتجين بصورة فردية، فإن المبدأ الموجه هو نفس المبدأ الذي يسود فيما يتعلق بتبادل البضائع المتعادلة: فإن قدراً معيناً من العمل بشكل ما يبادل لقاء نفس القدر من العمل بشكل آخر. | » |

ولا يمكن للمجتمع الاشتراكي أن ينجح إلا إذا نجح هذا المجتمع الاشتراكي الجديد في وضع حد لنزعة التدمير الرأسمالية ويؤدي إلى تحسين نوعية الحياة للجميع. وبما أن الاشتراكية ترفع مستوى حياة الجميع فوق الوجود غير المستقر الذي عرفوه حتى الآن، وتوفير الرعاية الصحية والإسكان ورعاية الأطفال اللائقة وغير ذلك من الخدمات الاجتماعية للجميع دون استثناء، فإن المجتمع الاشتراكي الجديد يبدأ في كسر العادات المالية القديمة، لأن جهاز الدولة سوف يضمحل، وسوف يبدأ التنظيم الشيوعي للمجتمع في الظهور. الاشتراكية، في نظر الماركسيين، ستنجح في رفع نوعية الحياة للجميع من خلال إنهاء التناقضات المدمرة التي تنشأ في الرأسمالية من خلال الصراعات بين الرأسماليين المتنافسين والدول الرأسمالية المتنافسة، وتنتهي الحاجة إلى الغزو الإمبريالي لحيازة السلع الأسواق.

### الشيوعية
بعد مضي بعض الوقت بعد تأسيس الاشتراكية سيقفز المجتمع إلى الأمام, ويكون للجميع الكثير من الممتلكات الشخصية، ولكن لا يستطيع أحد استغلال شخص آخر لتحقيق مكاسبا خاصة من خلال امتلاك احتكارات ضخمة، وهكذا دواليك. ستلغى الطبقات إذن وينتهي المجتمع الطبقي. الشيوعية سوف تنتشر الشيوعية في جميع أنحاء العالم وتكون عالمية. في نهاية المطاف ستضمحل الدولة بعد أن يعفو عليها الزمن، لأن الناس سيديرون حياتهم الخاصة دون الحاجة إلى الحكومات أو القوانين. وهكذا تتأسس الشيوعية عديمة الدولة أو الشيوعية الصرفة التي قد تعتبر المرحلة السادسة الذي لديه الميزات التالية:
- انعدام الدولة: لا توجد حكومات وقوانين ، ولا أمم بعد الآن.
- انعدام الطبقات: تختفي كل الطبقات الاجتماعية؛ الجميع يعمل من أجل الآخرين.
- انعدام الملكية: لا وجودللمال أو الممتلكات الخاصة؛ يمكن استهلاك جميع السلع بحرية من قبل أي شخص يحتاج إليها.

في البيان الشيوعي يصف ماركس الشيوعية:
| « | وما أن تختفي، في سياق التطور، الفوارق الطبقية، وما أن يتجمع الإنتاج كلّه في أيدي الأفراد المتشاركين، حتى تفقد السلطة العامة طابعها السياسي. فالسلطة العامة طابعها السياسي. فالسلطة السياسية، بمعناها الحقيقي، هي العنف المنظَّم لطبقة في سبيل قمع طبقة أخرى. فعندما تتوحد البروليتاريا وجوباً في طبقة إبّان كفاحها ضد البرجوازية، وعندما تـنصّب نفسها بثورة طبقة سائدة، وتلغي علاقات الإنتاج القديمة بالعنف، بصفتها طبقة سائدة، فإنها تلغي أسباب وجود التناحر الطبقي وتلغي بالتالي الطبقات عامة، تلغي سيطرتها الخاصة كطبقة. ومحل المجتمع البرجوازي القديم، بطبقاته وتناحراته الطبقية، يحلّ تجمُّع تشارُكيّ، يكون فيه التبسُّط الحر لكل فرد شرطا للتبسُّط الحر للجميع. | » |

بضعة تطبيقات للمادية التاريخية، النظام الفلسفي الذي تستخدمه الماركسية لشرح تطور ماضي المجتمع البشري والتنبؤ بطبيعة الشيوعية، ترى وجود مرحلة ما وراء الشيوعية، ولكن ماركس يوحي بأن ما قد انتهى هو فقط «ما قبل تاريخ»  المجتمع البشري؛ الآن لأول مرة لن تكون البشرية تحت رحمة القوى المنتجة (مثل السوق الحرة) والتي تعمل بشكل خارج عن سيطرتها. بدلا من ذلك يمكن للبشر تخطيط احتياجات المجتمع ، بشطل جامع  وديمقراطي، من قبل الأغلبية الساحقة التي تملك الآن السيطرة على وسائل الإنتاج بشكل جماعي. ذلالة ذلك، إذن، أن التاريخ الحقيقي للمجتمع البشري قد بدأ لتوه.

## تفسير كوهين لماركس
نظرية كارل ماركس في التاريخ: دفاع بقلم جيرالد كوهين هو عمل مهم لمدرسة الماركسية التحليلية الفلسفية. فيه، يطرح كوهين تفسيرا معقدا يعتمد الحتمية-التكنولوجية لماركس «إن التاريخ بشكل أساسي يكون نمو قوة الإنسان الإنتاجية، وتصعد وتسقط أشكال المجتمع تبعا لكونها  تمكن أو تعرقل هذا النمو».
يقترح كوهين أن يكون تفسير مفهوم ماركس للنظام الاجتماعي وظيفيا، وهو ما يعني تقريبا أن طبيعة ما هو موضح يتم تحديده من خلال تأثيره على ما يفسره، فالعلاقات الاقتصادية للإنتاج تؤثر تأثيرا عميقا على القوى المنتجة (التكنولوجيا) والبنى الفوقية القانونية والسياسية تؤثر كثير على البنية التحتية الاقتصادية. وهكذا، في الحالة الأخيرة، من ناحية فإن البنية الفوقية القانونية والسياسية للمجتمع تثت أو ترسخ بنيته الاقتصادية، ولكن من الناحية الأخرى فإن  العلاقات الاقتصادية تحدد طبيعة البنية الفوقية، لذا فالبنية التحتية الاقتصادية هي الأولية والبنية الفوقية الثانوية. لأن البنية الفوقية تؤثر بقوة على البنية التحتية  تختار البنية التحتية  البنية الفوقية. وكما يقول تشارلز تايلور، «إن التأثير ثنائي الاتجاه هذا من أبعد ما يكون عن التنافس حتى أنهما متكاملان في الواقع. يتطلب التفسير الوظيفي أن يكون العامل الثانوي ميال إلى أن يكون له أثر سببي على العامل الأولي، لأن هذه الحقيقة الفريدة هي السمة الرئيسية من التفسير .» لأن التأثير باتجاهين ليس متماثلا فمن المنطقي الحديث عن عوامل أولية وثانوية، حتى في التأويل «الكلي» غير الاختزالي، للتفاعل الاجتماعي.

ويحدد مستوى تطور القوى المنتجة للمجتمع (أي القوى التكنولوجية في المجتمع، بما في ذلك الأدوات والآلات والمواد الخام والقوى العاملة) البنية الاقتصادية للمجتمع، بمعنى أنه يختار بنية للعلاقات الاقتصادية تميل لتسهيل المزيد النمو التكنولوجي على أفضل وجه. في التفسير التاريخي، يمكن فهم الأولية العامة للقوى الإنتاجية من خلال موضوعين رئيسيين:
| « | (أ) تميل القوى المنتجة للنمو خلال التاريخ (أطروحة التنمية). (ب) تفسر طبيعة علاقات الإنتاج في المجتع بواسطة درجة تطور القوى المنتجة (أطروحة الأولية الحقة). | » |

وفي القول إن للقوى المنتجة ميل كوني نحو التطور، فإن قراءة كوهين لماركس لا تدعي أن القوى المنتجة تتطور دائما أو أنها لا تنحط أبدا. وقد يجهض تطورهم مؤقتا، ولكن بما أن للبشر مصلحة عقلانية في تنمية قدراتهم على التحكم في تفاعلهم مع الطبيعة الخارجية من أجل تلبية رغباتهم، فإن الاتجاه التاريخي هو نحو زيادة تطوير هذه القدرات.

## راجع أيضا
- النظام الاجتماعي
- الماركسية الكلاسيكية
- المادية التاريخية
- الماركسية